# Muxie
Muxie (kinesiska: 木协, 木协乡) är en socken i Kina. Den ligger i den autonoma regionen Tibet, i den sydvästra delen av landet, omkring 750 kilometer öster om regionhuvudstaden Lhasa. Antalet invånare är 1 682. Befolkningen består av 842 kvinnor och 840 män. Barn under 15 år utgör 23,0 %, vuxna 15-64 år 68 %, och äldre över 65 år 7,0 %.
Genomsnittlig årsnederbörd är 669 millimeter. Den regnigaste månaden är juli, med i genomsnitt 173 mm nederbörd, och den torraste är november, med 1 mm nederbörd.